# Crysis 2
Crysis 2 es un videojuego de disparos en primera persona desarrollado por la empresa Crytek y distribuido por Electronic Arts. Fue publicado en marzo de 2011 para PC, Xbox 360 y PlayStation 3. Es la secuela de Crysis y el primer videojuego en usar el motor CryEngine 3 desarrollado por Crytek también. En la Electronic Entertainment Expo de 2010, Electronic Arts presentó un avance de 1 minuto de duración durante su conferencia.

## Argumento
Nueva York, año 2023. La ciudad sufre una extraña “peste” que se propaga con gran rapidez por todo Manhattan, lo que genera una crisis, junto con masivas protestas, y represión por parte de las autoridades, lo que desencadena un aislamiento de la ciudad para evitar la propagación del virus. Se impone la ley marcial en la ciudad, impuesta por el mismo ejército de los Estados Unidos, pero también, con la presencia del brazo armado de la Crynet Aplicación Local y Logística (CELL), compañía responsable de la creación de nanotraje y aparentemente, que tendría algo de responsabilidad con lo que acontece en la Gran Manzana.
Alcatraz es un miembro del ejército de los Estados Unidos enviado junto a un equipo, con la misión de dar con el paradero de Nathan Gould,  un exempleado de Crynet, que puede poseer información valiosa acerca de los sucesos acontecidos y de la extraña presencia extraterrestre, denominada CEPH, a quienes se les atribuye la responsabilidad del virus en la ciudad. El submarino en el que Alcatraz y su equipo viajan sufre un ataque por parte de los CEPH, donde muere la mayoría de la tripulación, y Alcatraz queda gravemente herido con varias fracturas en las costillas y caja torácica.
Al recuperar la conciencia, observa a un sujeto en la costa equipado con un extraño traje, aparentemente, muy avanzado, el nanotraje 2.0. Este sujeto elimina la extraña nave CEPH y lo rescata de las aguas, pero vuelve a perder la conciencia. Cuando vuelve a abrir los ojos, descubre que tiene puesto el nanotraje, pero con un cadáver y una pistola en la cercanía. Al recoger la pistola, Alcatraz sufre un flashback y recuerda qué es lo que sucedió. “Prophet”, el mismo visto en Crysis original, resulta ser el misterioso soldado, pero desgraciadamente está infectado con el mortal virus, por lo que le encomienda a Alcatraz continuar con su misión pendiente, ya que es la única esperanza que le queda a la humanidad y éste es incapaz de cumplirla. Le pide buscar y ayudar a Nathan Gould. Antes de dispararse en la cabeza, sus últimas palabras son: “Solían llamarme Prophet, no me olvides”.
El traje rápidamente se adapta al ADN de su nuevo usuario. Inmediatamente después, Nathan Gould hace contacto con Alcatraz. Ignorando que Prophet está muerto y de que Alcatraz es el nuevo usuario, le pide que se reúna con él en su laboratorio.
Antes, Prophet era un blanco de la CELL por parte de uno de sus comandantes, Dominic Lockhart, quien lo consideraba como una amenaza biológica al poseer el virus, pero también, en parte, debido a los desacuerdos éticos sobre los efectos secundarios de usar los nanotrajes, los cuales había expresado a la junta de la CELL comenzado el proyecto, pero no se le prestó atención a sus argumentos y el proyecto siguió su curso.
Como nadie sabe acerca del deceso de Prophet, todos se refieren con este nombre al “sujeto del traje”, que en verdad es Alcatraz
Durante su camino al refugio de Gould, Alcatraz se cruza con un derribo de una nave de los CEPH por parte de la CELL, a lo que Gould le solicita que recolecte muestras de tejido alienígena, o cualquier cosa que le ayudara a sus investigaciones acerca de esta amenaza. Por desgracia no tiene éxito, pero logra hacer contacto con uno de ellos al salir del lugar. Cuando mata al extraño ser, procede a la extracción de tejidos, pero el traje se comporta de una manera extraña: aparentemente, absorbe los “nanocatalizadores” e interactúa con ellos. Gould le comunica que recibe señales extrañas de su traje y que los sensores de este se han vuelto locos, y pretenden hallar una explicación cuando se encuentren en el laboratorio.
Continuando su camino al refugio de Gould y luchando contra la resistencia de la CELL, Gould se comunica nuevamente para informarle que su laboratorio ha dejado de ser seguro, ya que las fuerzas de la CELL están cada vez más cerca de su posición, por lo que plantea un cambio de planes. Propone un nuevo punto de encuentro en un edificio cercano, pero antes Alcatraz debe destruir el ordenador del laboratorio de Gould para evitar que los datos del nuevo punto de encuentro caigan en manos de la CELL.
Cumplido esto, Alcatraz logra espiar una conversación entre los dos oficiales al mando de las fuerzas de la CELL, Lockhart y la comandante Tara Strickland, hija del Mayor Strickland, muerto en el Crysis original. Tara Strickland insiste en que capturar a Prophet con vida sería más útil que eliminarlo, pero Lockhart se niega a aceptar la petición, ya que el único objetivo de Jacob Hargreave es el traje, y no el usuario. Jacob Hargreave es el accionista mayoritario de la Crynet, fundador del proyecto de Nanotrajes y tiene bajo su mando a los dos oficiales de la CELL
Alcatraz procede al encuentro con Gould, en donde este realiza un examen parcial al traje, ya que las instalaciones no son suficientemente sofisticadas. Se propone saber más acerca de las extrañas lecturas que recibió cuando el nanotraje tuvo contacto con el material alienígena. En ese momento, Nathan Gould se percata de que no es Prophet quien porta el traje y reacciona agresivamente con una pistola, pero antes de poder actuar, se activan los archivos de memoria del nanotraje, en el que Gould se da cuenta de lo que le había sucedido a Prophet. Desanimado por la pérdida de Prophet, Gould le informa lo que pudo averiguar a Alcatraz. Al parecer, el nanotraje está compuesto de tejidos similares a los hallados en las formas alienígenas, por lo que son absorbidos en las capas más profundas de traje y son configurados de una forma que aún no logran descifrar debido al escaso equipo que poseen, pero es seguro que Jacob Hargreave sabe algo de esto, ya que este fue el creador de esta avanzada tecnología. Y además, Gould menciona que los CEPH son como cefalópodos, es decir, como pulpos o calamares.
Lamentablemente, sufren un ataque de la CELL, que descubrió su posición, pero ambos logran huir del lugar. El nuevo plan es infiltrarse en el perímetro de la Wall Street, donde existen instalaciones más poderosas, capaces de explicar con mayor exactitud qué es lo que está sucediendo con el traje y los tejidos extraterrestres. Llegando al centro de análisis, Nathan Gould procede a investigar más a fondo el traje. En el proceso, descubren que Alcatraz tiene gravísimas lesiones que, en condiciones normales, ya le habrían provocado la muerte pero, gracias al traje, ha podido mantenerse con vida. También observa que el tejido del traje, que es en parte biológico, se está fusionando con su cuerpo, pero antes de averiguar que sucede en las partes más profundas del traje, los hombres de la CELL logran adentrarse e interrumpir el análisis. Lockhart y Tara Strickland acuden al lugar y proceden a la captura de ambos, ya que Tara impide que Lockhart asesine a Alcatraz. Durante su traslado, sin embargo, una enorme estructura CEPH en forma de lanza emerge de la tierra, liberando un extraño polvo espora, que mata a los soldados cercanos de la Crynet pero no a Alcatraz, más el traje pierde el control y no funciona correctamente. Tropas CEPH llegan al lugar y se entabla combate con refuerzos de la CELL, en ese momento, Alcatraz pierde el conocimiento. Se desconoce que sucedió con ambos oficiales CELL y Nathan Gould.
Al despertar, entre ruinas, Jacob Hargreave hace contacto con él y, de forma algo misteriosa, le pide que vaya en busca de “algo que le hace falta”. En verdad, Hargreave quiere comprobar si el traje es capaz de interactuar con la tecnología alienígena, por esa razón le envía a especies de colmenas extraterrestres, estructuras que sobresalen de la tierra. Alcatraz debe hacer que su traje interactúe con las esporas que se encuentran dentro de las estructuras y, según Hargreave, tiene éxito, los protocolos son compatibles, pero la energía del traje es insuficiente para lograr los cometidos de Hargreave. No obstante, durante el proceso, el ejército de los EE. UU.(marines) decide intervenir y derrocar la autoridad que CELL estaba ejerciendo en la ciudad, con la intención de evacuar a todos los civiles posibles de Nueva York.
El Pentágono autoriza la destrucción de las presas marítimas que protegen la ciudad, con la intención de inundar la parte baja de la ciudad e intentar acabar con las fuerzas CEPH. Hargreave, consciente de que el traje es la clave, ordena a un helicóptero de la CELL que vaya a evacuar a Alcatraz rápidamente, pero no llega a tiempo y Alcatraz es arrastrado por las aguas, perdiendo el conocimiento.
Al despertar ve un pequeño pelotón. Se trata de su colega marine, nombre clave “Chino”, que sobrevivió al ataque del submarino. Nathan Gould había rastreado el paradero de Alcatraz y de esa forma le habían encontrado, pero se desconoce cómo Gould contacta con fuerzas estadounidenses siendo que está retenido por Hargreave.
Mientras Alcatraz y el grupo de marines se abren paso por la ciudad, rumbo a la Grand Central Terminal (punto central de evacuación), Hargreave nuevamente se contacta. Le explica que el traje necesita un agente estabilizador para poder interactuar, más fácilmente, con la espora, ya que el experimento anterior no dio muy buenos resultados. Actualmente el traje está interactuando con los tejidos alienígenas y tratando de escribir los códigos de programa pertinentes, por lo que el grupo se desvía al edificio Hargreave-Rash, donde se encuentra el laboratorio y el agente estabilizador.
Tras vencer las tropas CEPH del sector, Alcatraz logra introducirse en el edificio. Por desgracia, debe primero bajar a las instalaciones de seguridad para poder tener acceso a los pisos superiores, donde está el laboratorio de Hargreave. Se aprecia que las plantas bajas del edificio están totalmente rodeadas del agua que se esparció al volar las presas que controlaban los niveles del mar. Lo único que evita la inundación interna del edificio son enormes vidrios que aún resisten la presión del agua. Sin embargo, Lockhart había seguido los pasos de Alcatraz, tendiéndole una emboscada al interior del Hargreave-Rash. Hargreave le ordena que deje en paz a Alcatraz y que el traje es la única salvación, pero, cegado por la furia, Lockhart ignora la orden, señalando que le pondrá fin a la locura que Hargreave inicio hace 3 años con el proyecto de nanotrajes. Si bien Alcatraz logra vencer la emboscada cuando intenta hacerse con el control de la seguridad del edificio, aparece un enorme robot CEPH bajo el agua, rompiendo los cristales e inundando por completo el edificio. Hargreave, al tanto de la situación, da por perdida la oportunidad de hacerse con el agente estabilizador y le comunica a Alcatraz que se agrupe con sus compañeros marines, y que lo contactará cuando sea necesario.
En adelante, Alcatraz se une a las fuerzas militares de EE. UU. y coopera en varias misiones tácticas, con el fin de permitir la evacuación de los civiles de la ciudad bajo las órdenes de Sherman Barclay, comandante a cargo de las operaciones. Tras asegurar la estación de metro, donde se efectuará la evacuación, Alcatraz se reúne con Barclay, quien está acompañado de Nathan Gould, que asegura haberse escapado de las manos de CELL, bajo el escepticismo de Barclay, quien sospecha que Strickland, simplemente lo dejó ir. Barclay le ordena a Gould que evacúe junto a los civiles, mientras Alcatraz, junto a un grupo de marines, debe ganar tiempo defendiendo la estación de las acometidas de los CEPH mientras se lleva a cabo la evacuación. Gould insiste en que debe terminar con los análisis al nanotraje, por lo que se niega formar parte de la evacuación, pero Barclay termina obligándolo a marcharse.
La evacuación, lamentablemente, no es suficiente, y es necesaria una segunda opción. Barclay decide añadir una evacuación aérea en Times Square, por lo que Alcatraz nuevamente debe defender las posiciones para que se lleve a cabo. A punto de despegar todas las naves, una enorme lanza robótica sale del suelo, una emisora de esporas CEPH. Por fortuna, el nanotraje terminó de procesar las esporas recibidas la última vez y Hargreave era consciente de ello. Hargreave se contacta con Alcatraz y le encomienda introducirse dentro de la lanza para interactuar con la espora. Al hacerlo, las esporas son liberadas, pero esta vez acaban con todos los CEPH en las cercanías en vez de los humanos: el traje había cambiado la configuración de las esporas alienígenas.
Con rumbo fuera de la ciudad, Alcatraz, Barclay y un grupo de marines son evacuados en una nave militar aérea, pero Gould se comunica con el Comandante Barclay, informándole que el tren en el que escapaba sufrió un descarrilamiento, pero están fuera de peligro. Nuevamente, Gould insiste en que es vital seguir investigando lo que sucede en el traje de Alcatraz y, aparentemente, Hargreave tiene todas las respuestas. Por esta razón, la nave toma un desvío y deja a Alcatraz cerca de la isla Roosevelt, lugar en el que se encuentra Hargreave. Este último, se sorprende del acto de ir a su encuentro, pero de todas maneras le ayuda a introducirse en las instalaciones de la isla, ya que Lockhart, desplegó a todas las fuerzas restantes de la CELL en la isla, y está dispuesto a acabar con Alcatraz y el traje. Gracias a los consejos de Hargreave, Alcatraz logra burlar una trampa PEM y dar con el paradero de Lockhart, matándolo de una vez bajo la orden de Hargreave. Siguiendo al encuentro de Hargreave, Alcatraz cae en una trampa PEM, que fue instalada por Tara Strickland, con la orden de Hargreave. El PEM desactiva y daña el traje, Alcatraz pierde la conciencia.
Al despertar, Alcatraz se ve atado a una plataforma, con maquinarias de apariencia “quirúrgicas”. Las intenciones de Hargreave son quitarle el traje a Alcatraz para poder usarlo él mismo y dar frente a la fuerza CEPH. El proceso es doloroso, pero el traje, de cierta forma, se niega a abandonar a su actual usuario, ya que lo ha asimilado casi en su totalidad bajo la condición de una simbiosis, pues el traje es en parte biológico. Hargreave decide entonces matar a Alcatraz para hacerse con el traje y le ordena a uno de sus soldados dispararle en la cabeza pero, justo en ese instante, Tara Strickland mata a los soldados de la CELL y libera a Alcatraz, ante la decepción de Hargreave. Strickland le revela a Alcatraz que ella desde un principio pertenecía a la CIA y que trabajaba encubierta para dar con el paradero de Hargreave, pero hasta ahora no lo había logrado. Ayuda a Alcatraz a buscar un camino hacia Hargreave con el fin de capturarlo e interrogarlo porque, al parecer, sabe bastante sobre estas fuerzas extraterrestres. Al llegar, descubren algo inquietante.
Jacob Hargreave está en un estado vegetativo, encapsulado con una variedad de equipos médicos que lo mantienen con vida desde hace más de un siglo, desde su primera interacción con los CEPH en el accidente de Tunguska, por tanto, Hargreave se ha estado comunicando vía electrónica desde su inmóvil cuerpo. Hargreave asume que Alcatraz debe terminar la labor contra los CEPH, ya que este se ha quedado con el traje, la clave de la victoria, por lo que debe terminar lo que él y Prophet habían dejado pendiente. Antes de irse, Hargreave le da a Alcatraz una jeringa que contiene la iteración Tunguska, pero, tras inyectársela, cae desmayado. Al despertar Hargreave activa una secuencia de autodestrucción de toda la isla Roosevelt, por lo que debe darse prisa y salir de ahí. Hargreave les informa a sus hombres cesar toda hostilidad contra Alcatraz y que le ayuden a evacuar de la isla. En medio de las fuerzas CEPH, Alcatraz apenas logra escapar por el puente Queensboro, que también resulta destruido. Alcatraz cae del puente y queda inconsciente.
Al despertar, se da cuenta de que Nathan Gould, Tara Strickland y Chino le estaban esperando al otro lado del puente. Gould convenció a Tara de que Alcatraz y el nanotraje eran la clave para derrotar la invasión, por lo que diseña un plan para introducir a Alcatraz al Central Park. Prophet sabía que el centro de la colmena CEPH se hallaba en ese lugar; incluso, estuvo ahí antes de morir y, gracias al registro del traje, Gould pudo saberlo, por lo que se ponen en marcha. Tara Strickland, en su nueva condición de agente de la CIA, y convencida al igual que Gould que el traje es la clave, solicita al comandante Barclay apoyo en la operación. Barclay se compromete a ayudar, pero informa que el Pentágono ha vuelto a actuar. Se ha autorizado un ataque nuclear en Manhattan con el fin de acabar de una buena vez con la amenaza CEPH, pero el daño colateral sería inmenso debido a la gran cantidad de civiles y miembros del ejército que aún siguen en la ciudad, pero es un costo que aparentemente están dispuestos a pagar.
Con un holocausto nuclear próximo, Alcatraz debe apresurarse si pretende llegar al centro de la colmena. En ese momento, un fuerte sismo se produce y prácticamente todo el Central Park comienza a elevarse por los aires. Esto complica las cosas, pero Barclay consigue apoyo aéreo para dejar a Alcatraz en medio de la isla flotante. Con el tiempo en contra y fuerte resistencia CEPH, Alcatraz logra interactuar con las nanoesporas de las lanzas robóticas, pero si quiere lograr acabar definitivamente con la presencia alienígena de Nueva York, debe ir a la estructura principal CEPH. Gracias a la iteración Tunguska, el traje es lo suficientemente potente para alterar la configuración de las todas las nanoesporas. En ese momento se produce una explosión en toda la isla flotante, esparciendo las esporas en toda la ciudad, aniquilando toda la presencia CEPH y evitando así el ataque nuclear. Comienza así entonces, la evacuación total de los civiles y militares de Nueva York.
Por otra parte, Alcatraz, inconsciente, tiene una visión en la que ve a Prophet. Esto se debe a que parte de Prophet está dentro del traje, debido a su naturaleza biológica. Prophet le explica que si bien es cierto que han triunfado en Nueva York, no es el fin, pues los CEPH están por todas partes del planeta desde tiempo remotos, y también le dice que ambos eran necesarios, que aún no debían morir hasta terminar con la tarea. Alcatraz despierta entre ruinas del Central Park, y un anuncio del nanotraje informa que todos los recuerdos de Prophet han sido asimilados.
Alcatraz recibe una transmisión de parte de Karl Ernst Rash (por su apellido, se deduce que es el otro fundador de Hargreave-Rash), quien le pregunta su nombre, a lo que Alcatraz responde "Me llaman...Prophet".

## Nanotraje o nanosuit 2.0
Es la segunda versión del nanotraje de CryNet Sistemas que aparece durante este juego, funciona igual que la antigua versión y se introdujo cuatro años después de la creación del primer nanotraje y debido a los avances en la tecnología es mucho más avanzado que el primero, donde tiene nuevas y mejoradas funciones que la primera versión del traje.
El Nanotraje 2.0 aborda los defectos del modelo anterior, mientras que también incluye una gran cantidad de nuevas características y hardware. En primer lugar, la eficiencia energética del traje original que requería una mejora significativa, y la nueva red de óxidos de oro-cobalto que aumenta la capacidad de la célula de combustible del nanotraje en un 20%, lo que permite al operador permanecer camuflado por periodos prolongados de tiempo, así como resistir más daño, mientras que también da el traje un adicional de 32% en fuerza y velocidad, lo que permite aumentar el rendimiento físico a costa de un menor consumo de energía que el primer nanotraje. Además, gracias a la mejora de las fibras musculares artificiales del Nanotraje 2.0, es capaz de generar hasta 450 Newton de fuerza y hasta 10 kg de aceleración contráctil, además solo pesa la mitad que el modelo 1.0 y de contar con una dinámica malla anti-EMP.

### Modos principales
- Blindaje: La energía del traje se desvía a las nano fibras-musculares para desviar objetos de alta velocidad a través del endurecimiento de la capa exterior del traje y el aumento de la densidad de las fibras del traje, los impactos cerrados y las explosiones de energía también son absorbidas. Esto disminuye el poder del traje, en lugar de la salud del usuario. Cabe señalar que, debido a que la capa externa del traje aumenta su densidad cuando se encuentra en modo blindaje, los pasos suenan más fuertes y las propiedades de sigilo del usuario se reducen si se transita sobre cierto terreno, tal como el hormigón o ladrillo. Un ligero brillo fluirá a través de las fibras del traje, debido a los canales de energía de amortiguación, A diferencia del nanotraje 1.0 en este modo no se recarga la energía hasta que se desactive este modo para emplearlo de nuevo.
- Camuflaje: Las nanofibras en la superficie del traje escanean dinámicamente los alrededores y lo reflectan a capa externa en toda su profundidad, ocultando al usuario, además suprime los sonidos producidos por el movimiento del usuario e instantáneamente drena toda la energía disponible del usuario si el usuario realiza un disparo de un arma de fuego no silenciada, sin embargo, si el usuario dispara un arma de fuego silenciada, la cantidad de energía se reduce. Por lo tanto, se aconseja apuntar a la cabeza del objetivo para maximizar el daño sin dejar de estar camuflado. El camuflaje se desactiva temporalmente si el usuario golpea a un enemigo, recoge un objeto o realiza un asesinato sigiloso. Sin embargo, el camuflaje no hace 100% invisible al usuario, una mirada más cercana revela un espectro de colores y revela que algo está refractando la luz en la zona además de que si se usa en plena luz de día aparecerá una sombra revelando tu posición, pero con suficientes nano catalizadores la sombra también desparece.
- Potencia: Este modo sólo se activa automáticamente cuando es necesario. Es una combinación del modo velocidad y el modo fuerza del Nanotraje anterior a pesar de que funciona mejor que los dos. Se activa y consume energía al realizar acciones como un salto potente, esprintar rápido o mover un objeto muy grande y / o pesado, o estrellarse contra una superficie o un enemigo con fuerza titánica, pero se recarga al instante.

### Modos secundarios
- Visor Táctico: Este modo sustituye a los binoculares tácticos del primer juego y íntegra variadas funciones tácticas. Permite la transmisión eficiente de grandes cantidades de información del campo de batalla. El usuario puede seleccionar los elementos de importancia, tales como cadáveres, armas, munición, conductos, consolas, puntos objetivos y similares y escanearlos para obtener más información, así como enemigos y etiquetarlos para rastrear su ubicación en el terreno. Este modo también filtra los ruidos del ambiente y mejora la percepción de los sentidos, de modo que el usuario puede escuchar fácilmente las conversaciones que se producen en el entorno.
- Nanovision: Mediante el uso de poca energía esto funciona eficazmente tanto como cámara térmica y de visión nocturna. Cuando se activa, todo se convierte en escala de grises, con excepción de las fuentes de calor. También simula la visión nocturna cambiando la iluminación de lo que se ve para hacer que todo que tenga un brillo uniforme. Esto se mejoró significativamente a la visión nocturna del Nanotraje 1.0, ya que ya no se ciega con las luces brillantes.

### Funciones Secundarias
- Desfibrilador: Esta es una función que puede ser activada para reanimar al usuario en el nanotraje cuando el usuario entra en paro cardíaco. Si un usuario recibe demasiado daño al igual que en el caso de Alcatraz, el nanotraje puede curarlo, sin embargo, también puede reactivar el corazón, que es la función de los desfibriladores.
- Respirador: Esta es una función activada automáticamente por el traje cuando se sumerge en agua (O cuando el oxígeno está disponible de otro modo). El respirador proporciona al usuario oxígeno respirable. Es capaz de reciclar de nuevo el dióxido de carbono exhalado en oxígeno, y también puede utilizar el proceso de hidrólisis para separar moléculas de agua en hidrógeno y oxígeno, utilizando el hidrógeno para ayudar al consumo de energía y dando el oxígeno al usuario para ser inhalado. Este proceso permite al usuario permanecer bajo el agua indefinidamente.

Además posee la capacidad de controlar y optimizar el estado de ánimo del usuario según el estado físico y neurológico, regula continuamente la dopamina, el ácido láctico y los niveles de corticosteroides, anticipa y contrarresta el estrés y reacciones de fatiga debilitante. El traje también aumenta activamente y mantiene la adrenalina del usuario y los niveles tricíclicos. Cabe señalar sin embargo, que la exposición prolongada a neuroinhibidores pueden causar daños a largo plazo a los sistemas metabólicos.

## Personajes
El soldado Alcatraz es el protagonista de Crysis 2. Entre los demás personajes se encuentran:

### Aliados
- Nathan Gould: científico, antiguo empleado de Hargreave-Rasch y aliado de Laurence "Prophet" Barnes.
- Jacob Hargreave: científico y cofundador de la Hargreave-Rasch Corporation, poseedor de la mayoría de acciones de CryNet Systems, descubridor de los "nanosistemas", creador del Proyecto NanoSuit, antiguo presidente de la CryNet Board.
- Chino: US Marine, compañero de escuadrón de Alcatraz.
- Sherman Barclay: Comandante de los Marines encargado de las extracciones de civiles en Nueva York.
- Tara Strickland: Special Advisor de las fuerzas de CELL con la aprobación de la CryNet Board. Recibe órdenes directas de Jacob Hargreave.
- Laurence "Prophet" Barnes: Mayor de los US Army Special Forces Group y jefe del equipo NanoSuit RAPTOR (Crysis).

### Enemigos
- Dominic H. Lockhart: Comandante de las fuerzas de CELL (CryNet Enforcement & Local Logistics).
- Soldados CELL: fuerza paramilitar con órdenes de contener la infestación de Manhattan y de acabar con el protagonista.
- Ceph/Squid: alienígenas de sorprendente parecido con los cefalópodos (Cephalopoda).

## Beta filtrada
El 11 de febrero de 2011 se hacía eco la noticia en "Facepunch Forums" que una versión beta de Crysis 2 había sido filtrada en la mayoría de sitios de intercambio P2P; dicha versión contenía el juego completo. Los contenidos filtrados databan de enero de ese mismo año. Más tarde, Paul Gibson, principal responsable de Gamer's Voice, declaró que no sería extraño ver Crysis 3 solo en videoconsolas.

## Requisitos
Los requisitos mínimos para PC oficiales según EA son los siguientes:
- Sistema operativo: Windows XP, Windows Vista o Windows 7.
- Procesador: Intel Core 2 Duo E4400 ( 2 Ghz) o AMD Athlon 64 x2 2Ghz
- Memoria RAM: 2 GB (Windows Vista requiere 3 GB)
- Espacio en disco duro: 9 GB
- Tarjeta de video: NVIDIA GeForce 8800 GT 512 MB o superior; ATI/AMD Radeon HD 3850 512Mb RAM o superior
- Sonido: Tarjeta de sonido compatible con DirectX 9.0c
- Controlador: Control de Xbox 360 compatible con Microsoft Windows.

## Recepción
Crysis 2 ha recibido críticas positivas igual que su predecesor. Actualmente posee en Metacritic un 87 (PC), 86 (PS3) y 85 (Xbox 360).
3D Juegos le dio una puntuación de 9.0/10. En su conclusión mencionaron que "Crysis 2 es uno de los mejores shooters que nos va a regalar el 2011. Estamos ante un gran videojuego que resume a la perfección los valores que atesoran las consolas de nueva generación en cuanto a lo jugable y estético, y como tal es una cita imprescindible para los amantes de la acción."
Meristation le dio una calificación de 9/10 mencionando que "Crysis 2 es espectáculo puro tanto en el terreno técnico como en el terreno jugable, y sabe cuáles son sus puntos fuertes para potenciarlos y que todo el eje de la acción gire en torno a ellos, disimulando con solvencia los pequeños errores que presenta la producción." Meristation destacó aspectos positivos en el modo campaña, el modo multijugador, los gráficos, la jugabilidad y la personalización.
Eurogamer le dio una puntuación de 8/10, mencionando que "lo nuevo de Crytek destaca especialmente por no limitar la capacidad de elección del jugador, por darle un alucinante set de herramientas y la libertad absoluta para escoger cómo desplegarlas en el campo de batalla."
El diario The Daily Telegraph afirmó que Crysis se considera uno de los videojuegos de disparos más impactantes junto con Call of Duty. La versión para PC recibió elogios en cuanto a las texturas y gráficos, aunque también hubo problemas técnicos en el modo multijugador y con el sonido.
Actualmente la versión multijugador se encuentra desactivada desde de junio de 2014, debido al cierre de GameSpy

## Secuela
Durante la E3 2012, Crytek confirmó el desarrollo Crysis 3.